# 绒毛甘青蒿
绒毛甘青蒿（学名：Artemisia tangutica var. tomentosa）为菊科蒿属下的一个变种。